# Tønder, Højer og Lø Herred

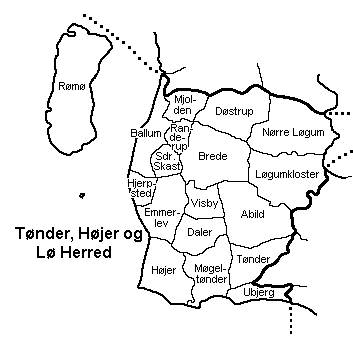
Tønder, Højer og Lø Herred

Tønder, Højer og Lø Herreder was een herred in het voormalige amt Tønder in Denemarken. De herred werd in 1920 gevormd nadat Tønder weer Deens was geworden na het referendum van 1920.
De herred was verdeeld in de volgende parochies:
- Abild
- Ballum
- Brede
- Daler
- Døstrup
- Emmerlev
- Hjerpsted
- Højer
- Løgumkloster)
- Mjolden
- Møgeltønder
- Nørre Løgum
- Randerup
- Rømo
- Sønderkast
- Tønder
- Ubjerg
- Visby